# Las tres Gracias (Rubens)
Las tres Gracias es un cuadro del pintor barroco Pedro Pablo Rubens, expuesto en el Museo del Prado de Madrid, España. Está pintado al óleo y mide 221 cm de alto por 181 cm de ancho.

## Análisis del cuadro
Como en otros cuadros de tema  mitológico, Rubens lo plantea de modo muy distinto al de los artistas que le precedieron. En efecto, esta obra del llamado príncipe de los pintores flamencos es la antítesis de la obra anterior de Rafael Sanzio Las Gracias, caracterizada por un sentimiento general de castidad. Representan a las hijas de Zeus y de la nereida Eurínome, que como servidoras de Venus, pueden citarse como tipo de belleza ideal aunque pueden corresponder a la belleza más sensual. Aglaya, Talia y Eufrósine no fueron para Rubens más que una excusa para pintar tres academias femeninas, reproducción de las exuberantes formas de sus habituales modelos. 
La composición respeta el modelo clásico que representa a las Gracias completamente desnudas y reunidas, pero cambia la relación entre las tres figuras que están conectadas entre sí a través de los brazos, el velo transparente que las cubre, y sus miradas, es decir, psicológicamente, dando así nueva unidad al grupo. La disposición de las Gracias forma un triángulo, estando la de en medio de espaldas, con la cabeza vuelta y apoyada en sus compañeras. A diferencia que en el renacimiento, en este cuadro se representa la asimetría y el realismo humano, siendo así una obra muy realista.
Las tres hermosas mujeres se caracterizan por la ampulosidad de sus contornos. Parecen más bien tres desenvueltas bacantes que las pudorosas Cárites de la mitología griega. Aparte de estas tendencias realistas, la composición del gran artista de Flandes destaca por la elegancia con que están agrupadas las tres figuras y por el gran conocimiento que demuestra en el moldeado de las carnes que por su morbidez y frescura aparecen palpitantes. Estas carnaciones claras irradian luz al resto de la obra. El trío está enmarcado a la izquierda por un árbol y a la derecha por una cornucopia dorada de la que brota agua, con una guirnalda de flores por encima. 
A esto se une la esplendidez de un colorido cálido, brillante y luminoso con un fondo constituido por un pintoresco paisaje de una gran sutileza. En él pueden distinguirse pequeños animales pastando. 
Se dice que al menos una de las figuras es reproducción de la segunda mujer de Rubens, Helena Fourment, o incluso variaciones sobre el mismo rostro de su esposa. Otros creen reconocer las facciones de las dos esposas del pintor: Isabella Brant y la ya citada Helena Fourment.
Originalmente colgado en la propia casa de Rubens, este cuadro fue adquirido por el rey Felipe IV de España entre los bienes del pintor, subastados tras su fallecimiento el 30 de mayo de 1640. Pasó la pintura a decorar una de las salas del Alcázar de Madrid, y en el siglo XIX se instaló en el Museo del Prado; si bien en su primera década de estancia en el museo fue confinada (por cuestiones de moralidad pública) en una sala reservada de acceso restringido, junto a otros cuadros con desnudos. En 1997-98 el cuadro fue sometido a una cuidadosa restauración, y se conserva en muy buenas condiciones.

## Inspiración e imitación clásica
La obra de Las tres gracias es un claro ejemplo de la relación de los textos y arte clásicos con Rubens, causa en gran parte por su viaje a Italia que fue alentado probablemente por uno de sus maestros, Otto van Veen.
Este trayecto que empezó el 9 de marzo de 1609 llevó a Rubens a plantear una teoría sobre imitación en el arte.
En Italia sirvió al Duque de Mantua Vicencio Gonzaga, es aquí donde adquiere el conocimiento clásico, se convirtió en  el encargado de la  colección de antigüedades del Duque, y bajo su patrocinio también viajó por gran parte del territorio italiano, por lo que se convirtió en un conocedor y estudioso de la antigüedad.
Empezó una gran colección de antigüedades, estatuas, monedas y joyas para su estudio una vez que regreso a los Países Bajos en 1608.
Influenciado por las ideas Renacentistas usó la imitación como su método de pintura, sin embargo, notaba que era incorrecto observar y plasmar fielmente las esculturas clásicas, pues no daban la vida y color al cuerpo, por lo que realizó varios apuntes sobre teoría de las artes plásticas.
Sus ideas quedaron plasmadas en su ensayo Delmitationes Statuarum, en el que profesaba que el conocimiento de la escultura antigua es primordial para que el artista logre la perfección pictórica, sin embargo debía tener sumo cuidado para evitar generar en la pintura un mármol coloreado sino para traer a la vida lo que está en el lienzo.